# Polanowscy herbu Pobóg

Herb Pobóg

Polanowscy herbu Pobóg – polska rodzina szlachecka.
Polanowscy pieczętowali się herbem Pobóg (istniała inna rodzina Polanowskich herbu Starykoń w województwie krakowskim); wzięli swoje nazwisko od Polanowic na Kujawach, od XVI wieku byli rozsiedleni na Rusi Czerwonej, gdzie osiągnęli znaczącą pozycję majątkową. Wielu ich przedstawicieli odznaczyło się w czasie wojen z: Turkami, Tatarami,  Moskwą, Kozakami i Szwecją.

## Przedstawiciele rodu
Aleksander Polanowski (1625-1687) – pułkownik roty husarskiej, stolnik wielki koronny, chorąży wielki koronny, chorąży sanocki
Feliks Polanowski (1745-1808) – starosta stęgwilski, skarbnik bełski, mecenas kultury, wolnomularz
Franciszek Polanowski (1680-1736) – miecznik kamieniecki i buski, wojski przemyski
Jan Polanowski (1660-1699) – stolnik dobrzyński
Jan Polanowski (1685-1649) – cześnik halicki, podstarości trembowelski
Jan Polanowski (1725- 1780) – stolnik horodelski, podczaszy horodelski, sędzia kapturowy
Krzysztof Polanowski (1690-1733) – cześnik dobrzyński
Leon Polanowski (1895-1985) – doktor praw, starosta sandomierski
Stanisław Polanowski (1826-1898) – poseł do Sejmu Krajowego Galicji II, III, IV, V, VI i VII kadencji
Tomasz Polanowski (ur. ok. 1715, zm. 1782) – łowczy i podstoli bełski
Władysław Polanowski (1730–1771) – cześnik kołomyski